# Forsterina
Genre
Forsterina est un genre d'araignées aranéomorphes de la famille des Desidae.

## Distribution
Les espèces de ce genre se rencontrent en Australie et en Nouvelle-Calédonie.

## Liste des espèces
Selon World Spider Catalog (version 17.0, 07/06/2016) :
- Forsterina alticola (Berland, 1924)
- Forsterina annulipes (L. Koch, 1872)
- Forsterina armigera (Simon, 1908)
- Forsterina cryphoeciformis (Simon, 1908)
- Forsterina koghiana Gray, 1992
- Forsterina segestrina (L. Koch, 1872)
- Forsterina velifera (Simon, 1908)
- Forsterina virgosa (Simon, 1908)
- Forsterina vultuosa (Simon, 1908)

## Publication originale
- Lehtinen, 1967 : Classification of the cribellate spiders and some allied families, with notes on the evolution of the suborder Araneomorpha. Annales Zoologici Fennici, vol. 4, p. 199-468.